# Penya d'en Pins
El Penya d'en Pins és una muntanya de 21 metres que es troba al municipi de Sant Mori, a la comarca catalana de l'Alt Empordà.